# Roman Steinberg
Roman Steinberg (ur. 5 kwietnia 1900 w Rewlu, zm. 16 kwietnia 1928 w Tallinnie) – estoński zapaśnik.

## Życiorys
Treningi zapasów rozpoczął w Tallinn Valvaja, który reprezentował do 1921, od 1922 był zawodnikiem Tallinna Sport, a następnie startował w barwach klubu Kalev, gdzie trenował go Robert Otsa.
W 1924 wystartował na igrzyskach olimpijskich, na których zdobył brązowy medal w wadze średniej.
W 1921 został mistrzem kraju w wadze średniej. W 1922 i 1923 powtórzył to osiągnięcie w wadze półciężkiej.
W 1928 pracował jako mechanik pokładowy na jednym ze statków płynących po Morzu Bałtyckim. Podczas jednego z rejsów zachorował na gruźlicę i kilka dni później zmarł.